# MyPostcard
MyPostcard ist eine Mobile App für Smartphones, Tablets und eine Website zum Versenden personalisierter, gedruckter Postkarten, Grußkarten und anderer Fotoprodukte.
MyPostcard wurde 2014 gegründet und hat seinen Hauptsitz in Berlin.

## Unternehmensprofil
Das Unternehmen wurde von Oliver Kray im Jahr 2014 gegründet. Benutzer können mit Hilfe der App und der Website ihre persönlichen Fotos in Postkarten, Grußkarten und andere Fotoprodukte umwandeln. Druck, Frankierung und Versand übernimmt MyPostcard.

## MyPostcard-Produkte
Die MyPostcard App und Website ermöglichen es den Nutzern personalisierte Postkarten, Grußkarten, gerahmte Fotos und Fotoabzüge zu versenden. Produziert wird an den Standorten Berlin und New York und frankiert mit einer echten Briefmarke weltweit versendet. Alle Sendungen unterliegen dem in Deutschland geltenden Postgeheimnis.
Foto- und Grußkarten werden im Format DIN A6 produziert, die XXL-Karte im Format DIN A4. Für die Bedienung der App stehen derzeit 10 Sprachen zur Verfügung. Die Karten können direkt weltweit versendet oder als Blanko-Set bestellt werden.
Fotoabzüge sind in den Formaten 10 × 10 cm, 13 × 10 cm und 15 × 10 cm erhältlich.

## Lizenzen
MyPostcard ist exklusiver Kiddinx-Lizenznehmer und bietet im Online-Shop Motive und Designs von Diddl, Benjamin Blümchen, Bibi Blocksberg und Ralph Ruthe an.

## Auszeichnungen und Preise
- German Accelerator 2016[10][11]
- Deloitte Fast 50 2019[12]
- Financial Times 1000 2020[13]
- Licensing International Germany Awards 2020[14]

## Fusion mit Funcard
Im Jahr 2018 trennt sich die Deutsche Post AG von ihrer Funcard App und ging eine Kooperation mit MyPostcard ein.

## Soziales Engagement
MyPostcard unterstützt verschiedene soziale Projekte weltweit, wie die American Heart Association, All Out, Postcards To Voters, Rotary International Club, die Internationale Gesellschaft für Menschenrechte und Terre des Femmes.
2017 engagiert sich MyPostcard in Kooperation mit N24 / Axel Springer in der Aktion #FreeDeniz für den zu dieser Zeit noch in der Türkei inhaftierten Welt-Korrespondenten Deniz Yücel. Rund 10.000 Postkarten werden von den Nutzern mit einer persönlichen Botschaft kostenlos in die Türkei versendet.